# Sarel Cilliers
Charl (Sarel) Arnoldus Cilliers (Paarl, Engelse Kaapkolonie, 7 september 1801 - Lindley, Oranje Vrijstaat, 4 oktober 1871) was een geestelijk leider van de Voortrekkers.

## Biografie
Cilliers was van hugenootse komaf en een prominent lid van de Nederduits Gereformeerde Kerk. Hij sloot zich in 1836 aan bij de Voortrekkers van Hendrik Potgieter en nam hij deel aan de succesvolle Slag van Vegkop tegen de Matabele. Samen met Andries Pretorius versloeg hij op 16 december 1838 ook de Zoeloes in de Slag bij Bloedrivier.

### Gelofte
Voorafgaand aan de Slag bij Bloedrivier legde Cilliers een gelofte af aan God. De gelofte zou volgens de overlevering als volgt gaan:

Mijne broeders en medelandgenoten, hier staan wij tans op een ogenblik voor een heilige God van hemel en aarde om een belofte aan Hem te beloven, als Hij met Zijn bescherming met ons zal wezen, en onze vijand in onze handen zal geven dat wij hem overwinnen, dat wij die dag en datum elk jaar als een verjaardag en een dankdag zoals een Sabbat in Zijn eer zal doorbrengen, en dat wij een tempel tot Zijn eer stichten zal, waar het Hem zou behagen, en dat wij het ook aan onze kinderen zal zeggen, dat zij met ons erin moeten delen, tot gedachtenis ook voor onze opkomende geslachten. Want de ere van zijn naam daardoor zal verheerlijkt worden, dat de roem en eer van overwinning aan Hem zal worden gegeven.

De gelofte werd herinnerd met Geloftedag, tot 1994 een nationale feestdag van Zuid-Afrika.

### Latere leven
Cilliers vestigde zich oorspronkelijk te Pietermaritzburg, maar na de Britse annexatie van de Republiek Natalia vertrok hij met vele andere Voortrekkers naar Transoranje waar in 1854 de Oranje Vrijstaat werd gesticht. Cilliers was betrokken bij de totstandkoming van de Vrijstaatse grondwet en was tot zijn dood in 1871 betrokken met kerkelijke zaken en de nakoming van de gelofte.

### Nagedachtenis
De plaats Kroonstad in Vrijstaat is vernoemd naar Cilliers' paard Kroon.